# 太后解氏
太后解氏（?—?），一作次妃解氏，高句丽第三代国王大武神王的次妃，再思的妻，扶余国曷思王的孫女。
次妃解氏是好童和太祖王高宫的母亲。好童相貌美麗，被大武神王宠爱，故名好童。嫡长子解忧之母元妃担心好童夺嫡爲太子，于是向大武神王进谗：“好童不以禮待妾，想要非礼。”大武神王起初不信，元妃知大武神王不信，恐禍將至，声泪俱下，说：“請大王密候，若无此事，妾就自行伏罪。”於是，大武神王不能不疑，將要怪罪好童。有人问好童：“你怎么不解释？”他回答：“我如果解釋，就彰显母亲之恶，把担忧留给父王，是为不孝。”于是32年十一月，以剑自刎而死。68年，次妃解氏的兄弟都头王归附高句丽太祖王高宫。

## 相关影视
- 《风之国》崔贞媛饰演